# Hangar 18 (canción)
«Hangar 18» es una canción del grupo musical norteamericano Megadeth, del álbum de 1990 Rust in Peace. Fue lanzada como sencillo el 4 de febrero de 1991.
Las teorías de la conspiración alienígena inspiraron a Dave Mustaine a escribir la canción. El Hangar 18 está situado en Wright-Patterson AFB en Ohio. Se especula que naves extraterrestres fueron llevadas al Hangar 18 desde Roswell en 1947. Se supondría que los artefactos habrían sido llevados allí a bordo de aviones B-29 y guardados en el Hangar 18. Es menos conocida que el Área 51 y muchas personas creen que esta es la verdadera base de investigaciones de ovnis y que el Área 51 sería solo una base para distraer a las personas de la supuesta verdad. 
La estructura de la canción está en re menor, estructura usada también por Metallica en su canción The Call of Ktulu del álbum Ride the Lightning, sacado de la demo When Hell Freezes Over, en la que Mustaine colaboró. Después del verso/coro viene una parte completamente instrumental. El guitarrista de Megadeth, Marty Friedman, asegura que la versión original de Hangar 18 era mucho más larga que la que sale en Rust in Peace. Es destacable que esta canción tiene 11 solos ejecutados por Friedman y Mustaine.

## En la cultura popular
- Esta canción aparece en el videojuego Guitar Hero II de las consolas PlayStation 2 y Xbox 360, en el último nivel Face-Melters. Es considerada una de las canciones más difíciles del juego por su velocidad, cambios de tiempo y largos solos.

- En el videojuego de acción y ciencia ficción para PlayStation 2 llamado Red Faction aparece un escenario llamado Hangar 18. Este videojuego trata sobre la vida extraterrestre en Marte. El juego salió a la venta en 2001.

- En el episodio de Los Simpson Sideshow Bob's Last Gleaming,soldados de la fuerza aérea entran en un hangar llamado "Hangar 18" donde encuentran a un alienígena. Una línea de otro episodio, (A credit to dementia), puede ser también una referencia a otra canción de Megadeth, Sweating Bullets.

- Algunos creen que la base de la canción fue usada en una melodía de la etapa del juego de PC Doom II.

## Formación
- Dave Mustaine: Voz y guitarra.
- Marty Friedman: Guitarra.
- David Ellefson: Bajo.
- Nick Menza: Batería.

## Lista de canciones del sencillo
1. "Hangar 18 (AOR Edit)" - 3:18
2. "Hangar 18 (LP Version)" - 5:13
3. "The Conjuring (Live at Wembley Stadium, London, England on October 14, 1990)" - 5:06
4. "Hook in Mouth (Live at Wembley Stadium, London, England on October 14, 1990)" - 4:30
5. Mensaje especial para los fanes japoneses- 4:40

- Pistas 3 y 4 fueron grabadas durante la gira Clash of the Titans
- Capitol Records DPRO-79462

- Datos: Q34151